# Союзстанкоинструмент
Государственное всесоюзное объединение станкоинструментальной промышленности «Союзстанкоинструмент» при ВСНХ СССР было создано в 1930 г. на основе объединения станкостроительных и инструментальных трестов.  
Мероприятия, направленные на развитие специализированной станкостроительной промышленности в СССР, начались в 1929. Образование «Станкотреста» 29 мая 1929 явилось датой официального создания самостоятельной отрасли. Учреждение «Союзстанкоинструмента» было следующим шагом в этом направлении.
Председатель - Е.М. Альперович